# Бекетовка (Мордовия)
Бекетовка — опустевшее село в составе  Перхляйского сельского поселения Рузаевского района Республики Мордовия.

## География
Находится на расстоянии примерно 20 км на север-северо-запад по прямой от районного центра города Рузаевка.

## Название
Название-антропоним: из «Описи делам исторического архива Пензенской учёной архивной комиссии» известно, что в 1674 году деревня принадлежала служилому человеку на Атемарской засечной черте юго-восточной границы Российского государства Ананию Тимофеевичу Бекетову.

## История
Основана в XVII веке. Впервые упоминается в 1674 году.  
В 1755 году была построена каменная Казанская церковь. 
В разное время селом владели помещицы: Н.С. Граве; М.С. Машкова; М. Миткова; А.С. Дяткова.
В 1869 году в «Списке населённых мест Пензенской губернии» учтено как владельческое село Инсарского уезда из 26 дворов и 277 жителей обоего пола.
Согласно «Памятной книжке пензенской губернии на 1889 год» Бекетовка являлась центром одноимённой волости, в селе проживал 231 человек.
Из «Справочной книги по пензенской губернии на 1894 год» известно, что Бекетовка была отнесена к Ново-Акшинской волости. В селе было 69 крестьянских дворов (270 чел.) и 14 дворов других сословий (68 чел.). При церкви была открыта церковно-приходская школа.
В «Списке населённых пунктов Средне-Волжского края» за 1931 год указано, что в Бекетовка являлась центром сельского совета. В селе на тот момент находилось 77 хозяйств, в которых проживало 357 человек. Преобладающая народность — русские.
В годы коллективизации в селе образовали колхоз имени Ворошилова, а Казанскую церковь закрыли. Она использовалась в качестве зерносклада. В 1974 году храм признали памятником градостроительства и архитектуры.

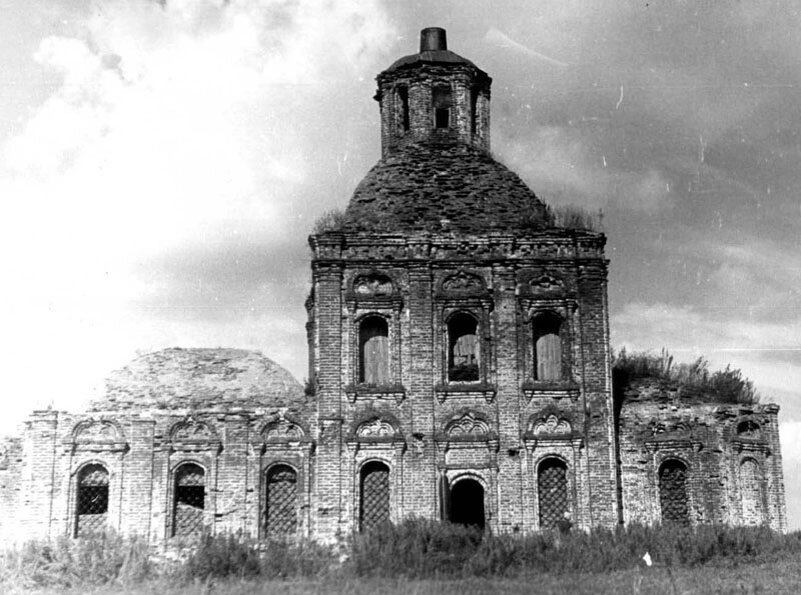
Храм в Бекетовке. 1974 год.

## Население
Постоянное население составляло 2 человек (русские 100%) в 2002 году, 0 в 2010 году.